# Strategia del football americano
La strategia del football americano riguarda l'impiego dei giocatori dell'attacco, della difesa e dello special team e l'esecuzione delle singole azioni in una partita di football americano. Nel football americano c'è una grande varietà di ruoli, formazioni, strategie, schemi e sistemi di chiamata dei singoli schemi allo scopo di sfruttare le debolezze avversarie o per contrastarne i punti di forza.

## Strategia offensiva
Lo scopo dell'attacco è di segnare punti battendo la difesa avversaria. Per questo obiettivo, gli allenatori e i giocatori pianificano ed eseguono gli schemi (plays) sulla base di diversi fattori: i giocatori a disposizione; la strategia difensiva avversaria; il tempo che rimane all'intervallo o alla fine della partita; il numero di punti di cui si ha bisogno per vincere la partita. Da un punto di vista strategico, l'attacco può anche prolungare il tempo di possesso del pallone allo scopo di non concedere la palla agli avversari, e quindi evitando di incassare punti a proprio sfavore. Si ricorda, infatti, che la possibilità di mantenere il possesso del pallone (e, quindi, di poter aggiungere punti al proprio tabellone) finisce quando l'attacco non riesce a superare le 10 iarde dopo quattro tentativi (downs), oppure quando il pallone viene perso a causa di un fumble o quando viene intercettato da un componente della difesa avversaria.

### Giocatori offensivi
L'attacco di una squadra è composto essenzialmente da tre tipi di giocatori: gli uomini della linea d'attacco (offensive linemen), i backs e i ricevitori (wide receivers). Le posizioni e i compiti di ognuno di questi giocatori sul campo variano a seconda dello schema scelto dalla squadra.
Ogni posizione viene definita da un nome specifico (come anche la sua abbreviazione) che varia da squadra a squadra e che deriva dal playbook, ovvero il "libro degli schemi" che definisce ogni singolo schema.

#### Linea d'attacco
Ai fini di questo articolo, per "linea d'attacco" intendiamo quello che in inglese vengono definiti interior linemen. I giocatori "esterni" a tale linea vengono trattati nella successiva sezione dei ricevitori.
- Centro: il centro (center, simbolo "C") è il giocatore responsabile di passare il pallone sotto le sue gambe al quarterback. Come gli altri suoi quattro compagni della linea d'attacco, il compito del centro è quello di effettuare il run blocking nei giochi di corsa (ovvero quello di spingere lontano i difensori avversari dal portatore di palla), oppure il pass blocking (cioè quello di proteggere il proprio quarterback ed evitare che i difensori intralcino e/o blocchino la sua azione di passaggio).
- Guardia: le due guardie (guards, simbolo "G"), fisicamente più pesanti del centro, si schierano ai due lati del centro e generalmente sono più bravi nel run blocking, piuttosto che nella pass protection.
- Tackles: i due tackles (simbolo "T") sono i due estremi della linea d'attacco. Solitamente sono i giocatori più possenti della linea offensiva (nella NFL pesano almeno 140 kg e la loro altezza si aggira sui due metri), ma allo stesso tempo devono essere agilissimi con le mani e i piedi per contrastare efficacemente la pressione della difesa avversaria sugli esterni (il pass rushing).